# Johann Michael Fleischmann

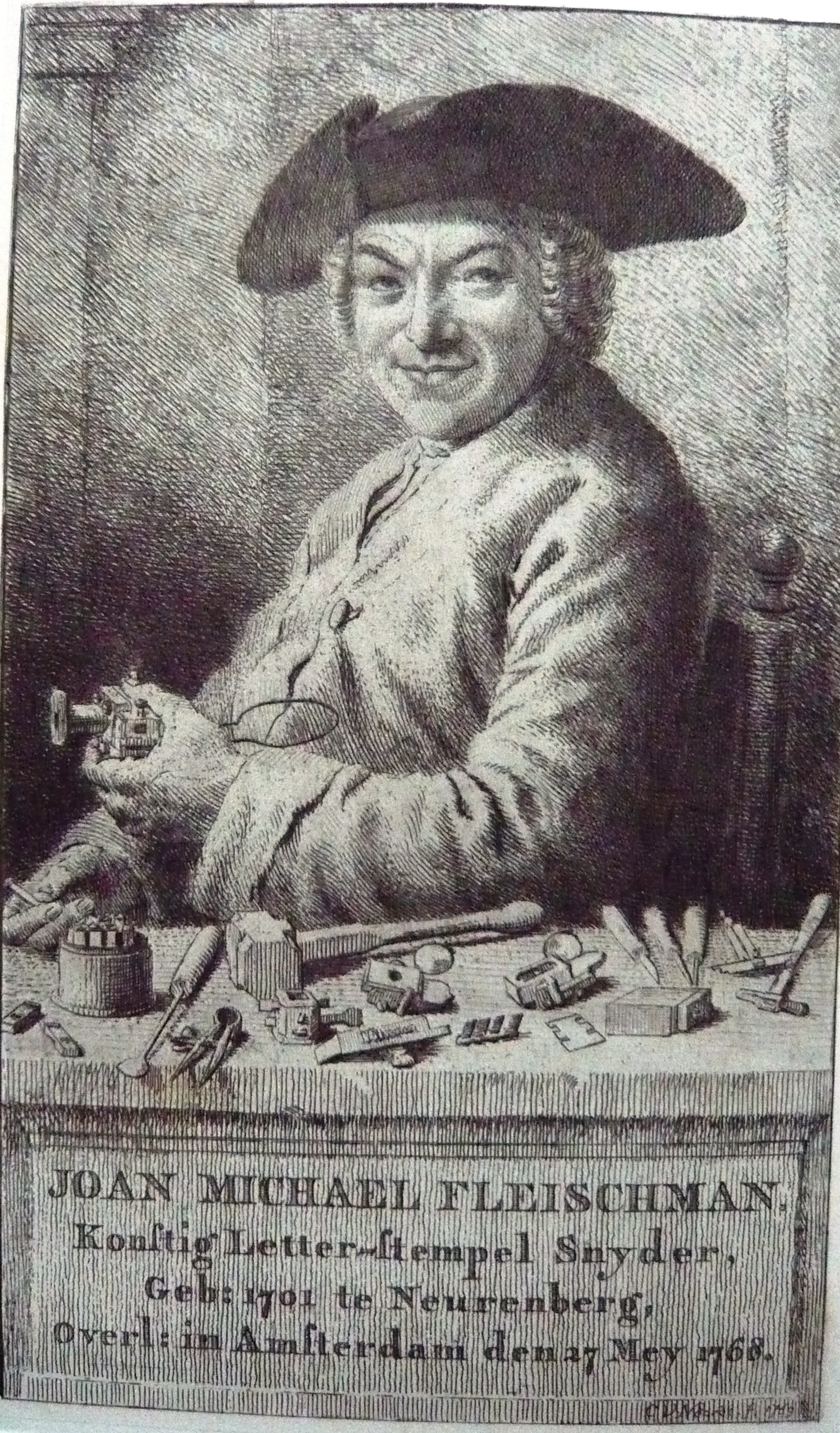
Johann Michael Fleischmann

Johann Michael Fleischmann (Wördt, Nuremberg, 1707 - Amsterdam, 1768) was een belangrijk, doch minder bekende letterontwerper, -snijder en -gieter.

## Leven
Fleischmann vestigde zich in 1728 in Nederland en ging te werk als lettergieter bij de Amsterdamse Izaak van der Putte.
Bij de boekdrukkerij Rutger Christoffel Alberts en Hermanus Uytwerf in Den Haag ging hij tot 1732 werken als lettersnijder. Alberts trok zich terug uit de drukkerij, waarna Uytwerf de zaak verhuisde naar Amsterdam, en Fleischmann verhuisde mee.
Na een tijdje zelfstandig te hebben gewerkt als lettersnijder, begon Fleischmann zelf in 1735 een lettergieterij, maar dit werd geen succes. Drukkerij Rudolph Wetstein nam de gieterij over maar Fleischmann bleef in dienst en maakte veel stempels en matrijzen.
Rudolph Wetstein overleed in 1742 en zijn zoon Hendrik Floris zette enkel de gieterij voort, niet de drukkerij. In 1743 verkocht hij de lettergieterij weer aan Izaak en Johannes Enschedé. Fleischmann ging hier verder werken als stempelsnijder.
Na 1748 ging Fleischmann ook werken voor andere lettergieterijen zoals Van der Putte, Jacob Cambier, Martin Weyer en Ploos van Amstel.
J.M. Fleischmann behoorde tot de top letterontwerpers en stempelsnijders uit de 18e eeuw, hoewel hij toentertijd niet zoveel faam had als zijn tijdgenoten John Baskerville (1706-1775), Pierre Simon Fournier (1712-1768) en Giambattista Bodoni (1740-1813).
In 1768 overleed hij en werd begraven in de Oude Lutherse kerk.

## Revivals
Frank E. Blokland van de letteruitgeverij Dutch Type Library gaf in 1992 opdracht aan Erhard Kaiser voor het ontwerpen van een lettertypefamilie DTL Fleischmann. Kaiser bestudeerde eerst de historische originelen in het boek- en schriftmuseum Deutsche Bücherei Leipzig, waarna hij uit de letterproeven van 1806, 1825 en 1953 opnamen maakte van de letters op drie centimeter grootte die zo als basis dienden voor werktekeningen met kapitaalhoogtes van tien centimeter.
Kaiser heeft alle ligaturen en de "lange s" opgenomen en voegde vette, halfvette en kleinkapitale lettersets toe. DTL Fleischmann bevat 48 lettersets.
De outlines werden hieruit digitaal overgetrokken en tot computerfont omgezet.
Erhard Kaiser heeft in DTL Fleischmann Schriftmuster (Duitstalig) dit project goed beschreven.

## Gebruik
- DTL Fleischmann is de letter van de huisstijl van F. van Lanschot Bankiers.